# Olga Bondarenková
Olga Petrovna Bondarenková (rusky О́льга Петро́вна Бондаре́нко, rozená Krencerová rusky Кренцер; * 2. června 1960, Slavgorod, Altajský kraj) je bývalá sovětská atletka, běžkyně, olympijská vítězka v běhu na 10 000 metrů a mistryně Evropy v běhu na 3000 metrů.
24. června 1984 zaběhla v Kyjevě nový světový rekord v běhu na 10 000 metrů, jehož hodnota byla 31:13,78. Ten překonala 27. července 1985 Ingrid Kristiansenová z Norska. 26. ledna 1986 ve Volgogradu vytvořila časem 8:42,3 halový světový rekord v běhu na 3000 metrů. Již 8. února téhož roku rekord překonala jihoafrická běžkyně Zola Buddová.
Jeden z největších úspěchů své kariéry zaznamenala v roce 1988 na letních olympijských hrách v jihokorejském Soulu. Na těchto hrách měly ženy poprvé na programu běh na 10 000 metrů a Bondarenková se tehdy stala první olympijskou vítězkou v této disciplíně. Ve finále zaběhla trať v čase 31:05,21. S více než třísekundovou ztrátou doběhla na druhém místě skotská vytrvalkyně Liz McColganová a bronz brala Jelena Župijevová ze Sovětského svazu.
O čtyři roky později reprezentovala Bondarenková také na olympijských hrách v Barceloně, kde hájila barvy Společenství nezávislých států. Její cesta však skončila v rozběhu, když závod (10 000 m) nedokončila.

## Osobní rekordy
- 3 000 metrů (hala) – 8:42,3 – 26. ledna 1986, Volgograd
- 5 000 metrů – 14:55,76 – 9. září 1985, Podolsk
- 10 000 metrů – 30:57,21 – 30. srpna 1986, Stuttgart